# Mark Ajay Kurita
Mark Ajay Kurita (栗田 マークアジェイ Kurita Mark Ajay?), född 7 mars 1998 i Tokyo prefektur, är en japansk fotbollsspelare.
Kurita började sin karriär 2020 i Kamatamare Sanuki.